# París-Roubaix 1968
La 66.ª edición de la París-Roubaix tuvo lugar el 7 de abril de 1968 y fue ganada por el belga Eddy Merckx, batiendo al esprint a Herman Van Springel. Por primera vez la carrera no partía de París sino que lo hacía desde Compiègne.

## Clasificación final
| Posición | Ciclista            | Equipo                        | Tiempo     |
| -------- | ------------------- | ----------------------------- | ---------- |
| 1        | Eddy Merckx         | Faemino-Faema                 | 7h 09' 26" |
| 2        | Herman Van Springel | Dr. Mann-Grundig              | m. t.      |
| 3        | Walter Godefroot    | Flandria-De Clerck-Krueger    | + 1' 37"   |
| 4        | Edward Sels         | Bic                           | + 3' 11"   |
| 5        | Victor Van Schil    | Faemino-Faema                 | m. t.      |
| 6        | Raymond Poulidor    | Mercier-BP-Hutchinson         | + 5' 05"   |
| 7        | Henk Nijdam         | Peugeot-Michelin-BP           | + 7' 46"   |
| 8        | Jan Janssen         | Pelforth-Sauvage-Lejeune      | + 8' 03"   |
| 9        | Guido Reybrouck     | Faema                         | m. t.      |
| 10       | Frans Melckenbeeck  | Pull-Over Centrale-Motte-Novy | m. t.      |